# Marcos de Celis
Marcos de Celis (Villamoronta, 23 de marzo de 1932-Palencia, 27 de mayo de 2018) fue un torero español.

## Biografía
Nació en Villamoronta, pero se trasladó a vivir a Palencia a los cuatro años.
Su carrera taurina comienza en 1952 en Herrera de Pisuerga (Palencia), y ya en 1955 torea por toda España en 56 novilladas.
Toma la alternativa el domingo 18 de marzo de 1956 en la plaza de toros de Valencia, dentro de sus Fiestas Falleras, al entregarle los trastos de matar y cederle Julio Aparicio el toro “Espartero”, en presencia de Antonio Ordóñez, y la confirma el 29 de abril en Madrid, toreando 30 corridas durante ese año.
Los años siguientes fueron los de su consagración, tenía la costumbre de entrar a matar sin muleta, o cambiaba la misma por un pañolillo o por la montera, pero sin llegar, por diferentes causas, a triunfar plenamente como en principio prometía.
El 10 de diciembre de 1958 Marcos de Celis llevó al altar en la iglesia de la Claras (Palencia) a su novia de toda la vida, Luisa Gato, a la que había conocido siendo un joven.
Toreó varias veces en Madrid (fuera de San Isidro) y su mayor éxito allí fue el del 12 de abril de 1959, en que salió por la puerta grande.
En 1961 abandona los ruedos y emigra a Bélgica para trabajar en una mina durante dos años. A su regreso, vuelve a torear, triunfando en su reaparición el 1 de mayo de 1964 en San Sebastián de los Reyes (Madrid). Posteriormente torea sólo esporádicamente.
Su última corrida fue en Palencia el 1 de septiembre de 1972 en las Ferias y Fiestas de San Antolín.
En junio de 2006, con motivo de los 50 años de su alternativa, se le rindió un homenaje en la plaza de toros de Palencia, exponiéndose diversas instantáneas del diestro y presentándose un libro sobre su vida y arte.
El Ayuntamiento de Palencia acordó, en 2008, dedicarle el nombre de una calle en una zona de reciente construcción.
En agosto de 2009 los vecinos su pueblo natal han colocado una placa en el lugar que ocupaba la casa en la que nació, pretendiendo rendirle un tributo al torero.